# Michael White
Michael White (Neath, 5 de julio de 1991) es un jugador de snooker galés.

## Biografía
Nació en la localidad galesa de Neath en 1991. Es jugador profesional de snooker desde 2012. Se ha proclamado campeón de dos torneos de ranking: el Abierto de la India de 2015, en cuya final derrotó (5-0) a Ricky Walden, y el Paul Hunter Classic de 2017, en el que se deshizo de Shaun Murphy (4-2) en el último partido. Sin embargo, no ha logrado tejer hasta la fecha ninguna tacada máxima, y la más alta de su carrera está en 145.